# 彭禮 (乾隆進士)
彭礼（?—?），廣東惠州府海丰县金锡都人，清朝政治人物。同進士出身。

## 生平
乾隆十年（1745年），登進士，授吏部文选司员外主事，敕封奉直大夫。